# Miguel Beato del Rosal
Miguel Beato del Rosal (Salamanca, 1939) es un médico e investigador español, catedrático de la Universidad de Malburgo.

## Trayectoria
Beato se licenció en Medicina en la Universidad de Barcelona en 1962 y se doctoró por la Universidad de Göttingen en 1967. Se ha formado en bioquímica y biología molecular en las universidades alemanas de Göttingen y Marburgo, así como en la de Columbia en Nueva York (1970-1973). Durante la década de 1970, fue colaborador científico y profesor investigador del Consejo Superior de Investigaciones Científicas (CSIC). Es catedrático de la Universidad de Malburgo, en Alemania.
Entre 2002 a 2012, fue director del Centro de Regulación Genómica de Barcelona, donde todavía coordina un equipo de investigadores dedicados al estudio de los procesos de mutación de determinados tumores cancerígenos. Ha trabajado en la regulación de la expresión génica mediante hormonas y ha contribuido a esclarecer los mecanismos por los cuales los receptores hormonales interaccionan con el ADN y regulan la transcripción de genes diana.

## Reconocimientos
Debido a sus investigaciones, Beato tiene un papel muy destacado en la lucha contra el cáncer en España y a nivel internacional. En 2005, fue nombrado doctor honoris causa por la Universidad Pablo de Olavide de Sevilla y en 2006 recibió la Cruz de San Jorge. También, en 2017,  la Sociedad Catalana de Biología reconoció su trayectoria profesional en los estudios de la biología humana y en 2020 fue galardonado con el Premio Rey Jaime I de Investigación Médica «por su trabajo pionero con el descubrimiento de ciertas proteínas que actúan de receptores de hormonas esteroideas, incluido el receptor de glucocorticoides».